# Camilla Alessio
Camilla Alessio (Cittadella, 23 juli 2001) is een Italiaanse weg- en baanwielrenster. Ze rijdt vanaf 2022 voor de wielerploeg Ceratizit-WNT, na twee jaar bij de Italiaanse wielerploeg BePink te hebben gereden.
Tijdens de Wereldkampioenschappen wielrennen voor junior dames in 2018 behaalde Alessio een tweede plaats op de tijdrit. In 2019 won ze de ploegentijdrit tijdens de Wereldkampioenschappen en de Europese kampioenschappen baanwielrennen voor junior dames.

## Palmares

### Weg
2018
 Wereldkampioenschap tijdrijden, junioren
2020
Jongerenklassement Tour de l'Ardèche

### Baan
| Jaar     | IK       | EK                                   | WK                   | Overig   |
| Junioren | Junioren | Junioren                             | Junioren             | Junioren |
| -------- | -------- | ------------------------------------ | -------------------- | -------- |
| 2019     |          | ploegenachtervolging · achtervolging | ploegenachtervolging |          |

Alessio · Alonso · Archibald · Asencio · Brauße · Brennauer(tot 21/8) · Confalonieri · Ebere · Fidanza · Lach · Nilsson · Salazar · Schweinberger · Seidel · Teutenberg · Vieceli